# Mellionnec
Mellionnec är en kommun i departementet Côtes-d'Armor i regionen Bretagne i nordvästra Frankrike. Kommunen ligger i kantonen Gouarec som tillhör arrondissementet Guingamp. År 2022 hade Mellionnec 420 invånare.

## Befolkningsutveckling
Antalet invånare i kommunen Mellionnec
Referens:INSEE